# Кузьмин, Ренат Равельевич
Ренат Равельевич Кузьмин  (род. 12 июля 1967, Донецк) — украинский юрист и политик. Бывший заместитель секретаря СНБО Украины, государственный советник юстиции 1 класса, государственный служащий 1 ранга. Народный депутат Украины IX созыва с 29 августа 2019 года.

## Биография
Родился 12 июля 1967 года в городе Донецке в русско-татарской семье.
- 1985 — студент Харьковского юридического института имени Ф. Э. Дзержинского.
- 1986 — военнослужащий срочной службы в Советской армии.
- 1988 — юрисконсульт в Донецком производственно-торговом трикотажном объединении.
- 1991 — стажёр Донецкой природоохранной межрайонной прокуратуры.
- 1991 — стажёр прокуратуры Ленинского района Донецка.
- 1992 — старший помощник прокурора Ленинского района Донецка.
- 1992 — заместитель прокурора Ленинского района Донецка.
- 1994 — заместитель прокурора Ворошиловского района Донецка.
- 1995 — прокурор Донецкой природоохранной межрайонной прокуратуры.
- 1998 — прокурор Кировского района Донецка.
- 1999 — начальник управления прокуратуры Донецкой области.
- 1999 — прокурор города Макеевки Донецкой области.
- 2003 — заместитель прокурора Донецкой области, начальник управления прокуратуры Донецкой области.
- 2003 — прокурор города Киева.
- 2005 — старший помощник прокурора Киевской области.
- 2005 — заместитель прокурора Киевской области.
- 2006—2010 — заместитель Генерального прокурора Украины. В 2010—2013 годах — первый заместитель Генерального прокурора Украины.
- 2013 — заместитель секретаря СНБО Украины.
- 2014 — кандидат на пост президента Украины.

В январе 2017 года призвал главу СБУ Василия Грицака возбудить уголовное дело о государственной измене в отношении президента Петра Порошенко и топ-менеджеров компании «Рошен», так как принадлежащая компании липецкая фабрика уплатой налогов финансировала российскую армию, которую президент обвинял в участии в вооружённом конфликте на востоке страны. После отказа ведомства подал иск в суд с требованием начать расследование, в июле суд поручил СБУ зарегистрировать и начать расследование уголовного дела.
10 января 2023 года был лишён гражданства Украины Владимиром Зеленским.

## Членство в органах
- Член коллегии Генеральной прокуратуры Украины.
- Член Высшего совета юстиции Украины.
- Член Национального антикоррупционного комитета (Указ президента Украины от 16 марта 2012 года № 201/2012).
- Член рабочей группы по реформированию прокуратуры и адвокатуры (распоряжение президента Украины от 22 ноября 2011 года № 362/ 2011-рп).
- Член рабочей группы по реформированию криминального судопроизводства (Указ президента Украины от 17 августа 2010 года № 820/2010).

## Ученая степень, учёное звание
Доктор юридических наук, профессор.

## Награды
- За особые заслуги в деле укрепления законности в государстве Указом президента Украины Р. Кузьмину присвоено почётное звание «Заслуженный юрист Украины».
- Награждён орденом «За заслуги» II (2012)[4] и III степеней, Почётной грамотой Верховной рады Украины, нагрудными знаками «Почётный работник прокуратуры Украины», «Благодарность за добросовестную службу в органах прокуратуры» І степени и «Благодарность за продолжительную безупречную службу в органах прокуратуры».

## Уголовное преследование
1 июня 2014 года украинский суд постановил арестовать Рената Кузьмина за преступления, предусмотренные частью 3 статьи 371 Уголовного кодекса Украины. С того момента Кузьмин скрывается от правосудия и объявлен в международный розыск.
Однако 9 января 2015 года Генеральный секретариат Интерпола отказался разыскивать Р. Кузьмина в связи с преимущественно политической мотивацией его уголовного преследования на Украине.
В декабре 2019 года, в эфире пророссийского украинского телеканала «112», Кузьмин назвал сепаратистов из «ЛДНР» защитниками Донбасса от «режима Зеленского». В октябре 2022 года Кузьмина уведомили о подозрении в государственной измене за распространение антиукраинской пропаганды.

## Научная деятельность
Научные работы Р. Кузьмина в разное время были опубликованы в специализированных украинских изданиях «Вестник Академии прокуратуры Украины», «Прокуратура. Человек. Государство», «Юридическая летопись», «Вестник прокуратуры», «Наше право», «Научный вестник Национальной академии внутренних дел».
В 2011 году вышла монография Р. Кузьмина «Хозяйственно-правовой механизм декриминализации экономики Украины».
Научная статья «Диффамация как средство незаконного влияния на суд и следствие в уголовном процессе Украины» была опубликована в специализированном издании — газете «Закон и Бизнес» № 11 (1101), 16-22 марта 2013 года.

## Факты
Под руководством Р. Кузьмина направлены в суд дела относительно бывшего министра внутренних дел Украины Луценко Ю. В. по ч. 5 ст. 191 и ч. 3 ст. 365 УК Украины, ч. 1 ст. 367 УК Украины, бывшего заместителя министра охраны окружающей среды Украины Филипчука Г. Г. по ч. 3 ст. 365 УК Украины, бывшего премьер-министра Украины Тимошенко Ю. В. по ч. 3 ст. 365 УК Украины.
Кузьмин возбудил уголовное дело относительно бывшего президента Украины Кучмы Л. Д. по факту превышения власти и служебных полномочий, что стало причиной тяжких последствий относительно охраняемых законом прав и интересов граждан Гонгадзе Г. Р. и Подольского А. И., по ч. 3 ст. 166 УК Украины (в редакции УК Украины 1960 года).
Под руководством Кузьмина проводилось досудебное следствие в уголовном деле о преступной деятельности Ткача С. Ф., который в течение 1984—2005 годов совершил ряд преднамеренных убийств и покушений на убийства, объединённых с изнасилованиями женщин, несовершеннолетних и малолетних девушек, за которые, как установило следствие, были незаконно осуждены 8 человек. По каждому из установленных фактов незаконного осуждения лиц в данном деле проведено расследование нововыявленных обстоятельств, и в 2008—2010 годах судами упразднены приговоры относительно незаконного осуждения.
Расследованы и направлены в суд 4 уголовных дела по обвинению работников милиции, которые с применением недозволенных методов следствия, давления и физического насилия заставили незаконно осуждённых лиц оговорить себя в совершении этих тяжких преступлений.